# Now You're Gone – The Album
Now You're Gone – The Album este un album de studio al muzicianului suedez Basshunter. A fost lansat la data de 14 iulie 2008 de către Hard2Beat. 

## Lista pieselor
| Nr. | Titlu                                                | Lungime |  |
| 1.  | „Now You're Gone” (feat. DJ Mental Theo's Bazzheadz) | 2:30    |  |
| 2.  | „All I Ever Wanted”                                  | 2:58    |  |
| 3.  | „Please Don't Go”                                    | 2:50    |  |
| 4.  | „I Miss You”                                         | 3:47    |  |
| 5.  | „Angel in the Night”                                 | 3:23    |  |
| 6.  | „In Her Eyes”                                        | 3:14    |  |
| 7.  | „Love You More”                                      | 3:52    |  |
| 8.  | „Camilla”                                            | 3:16    |  |
| 9.  | „Dream Girl”                                         | 4:28    |  |
| 10. | „I Can Walk on Water”                                | 3:46    |  |
| 11. | „Bass Creator”                                       | 5:02    |  |
| 12. | „Russia Privjet”                                     | 4:05    |  |

| Bonus tracks |                                       |         |  |
| Nr.          | Titlu                                 | Lungime |  |
| 13.          | „Boten Anna”                          | 3:29    |  |
| 14.          | „DotA”                                | 3:22    |  |
| 15.          | „Now You’re Gone” (Fonzerelli Edit)   | 3:15    |  |
| 16.          | „All I Ever Wanted” (Fonzerelli Edit) | 2:34    |  |

## Prezența în clasamente și certificări
| Țară (clasament)                                     | Poziția maximă |
| ---------------------------------------------------- | -------------- |
| Regatul Unit (UK Albums Chart)                       | 1              |
| Noua Zeelandă (Recorded Music NZ)                    | 1              |
| Irlanda (Top 100 Individual Artist Albums)           | 2              |
| Europa (European Albums)                             | 6              |
| Statele Unite ale Americii (Dance/Electronic Albums) | 14             |
| Austria (Ö3 Austria Top 40)                          | 17             |
| Belgia (Valonia) (Ultratop)                          | 31             |
| Elveția (Alben Top 100)                              | 32             |
| Finlanda (Musiikkituottajat)                         | 35             |
| Franța (SNEP)                                        | 36             |
| Suedia (Sverigetopplistan)                           | 38             |
| Polonia (OLiS)                                       | 43             |
| Statele Unite ale Americii (Dance/Electronic Albums) | 45             |

| Țara          | Vânzări/ puncte | Certificare |
| ------------- | --------------- | ----------- |
| Regatul Unit  | 376,017         | Platină     |
| Noua Zeelandă | 20,000+         | Platină     |